# Amiral (papillon)
Pour les articles homonymes, voir Amiral (homonymie).
Limenitis arthemis
Espèce
L’Amiral (Limenitis arthemis) est une espèce nord-américaine de lépidoptères (papillons) de la famille des Nymphalidae et de la sous-famille des Limenitidinae. 
Depuis 2021, il est l'insecte emblème officiel de la province de Québec 
(Canada).

## Noms vernaculaires
- En français : l'Amiral[2] (ce nom est aussi parfois utilisé pour le Vulcain, Vanessa atalanta).
- En anglais : White Admiral (pour les sous-espèces arthemis et rubrofasciata) et Red-spotted Purple (pour les sous-espèces astyanax et arizonensis)[3].

## Description

### Papillon
L'imago de Limenitis arthemis est un papillon d'envergure variable, de 5,7 à 10,1 cm, et qui se présente sous deux formes géographiques si différentes qu'elles ont été prises pour des espèces distinctes : 
- Les deux sous-espèces septentrionales Limenitis arthemis arthemis et L. a. rubrofasciata présentent un motif classique du genre Limenitis, avec le dessus des ailes à fond noir barré d'une large bande transversale blanche. Aux ailes postérieures, la bande blanche est bordée côté externe d'une série de taches qui sont bleues avec un peu de rouge chez L. a. arthemis, et entièrement rouge brique chez L. a. rubrofasciata. Le revers a un fond brun rougeâtre, avec la même large bande blanche que sur le dessus ainsi que des taches postdiscales et basales rouge brique[2] ;

- Chez les deux sous-espèces méridionales Limenitis arthemis astyanax et L. a. arizonensis, la bande blanche est entièrement absente. Les deux faces des ailes sont donc principalement noirâtres ; elles comportent des tirets marginaux bleus, des reflets iridescents bleuâtres sur l'aile postérieure et des taches postdiscales et basales rouge brique au revers des ailes[2].

Les sous-espèces arthemis et astyanax s'hybrident dans leur aire de contact, située dans le Nord-Est des États-Unis et le Sud de l'Ontario.

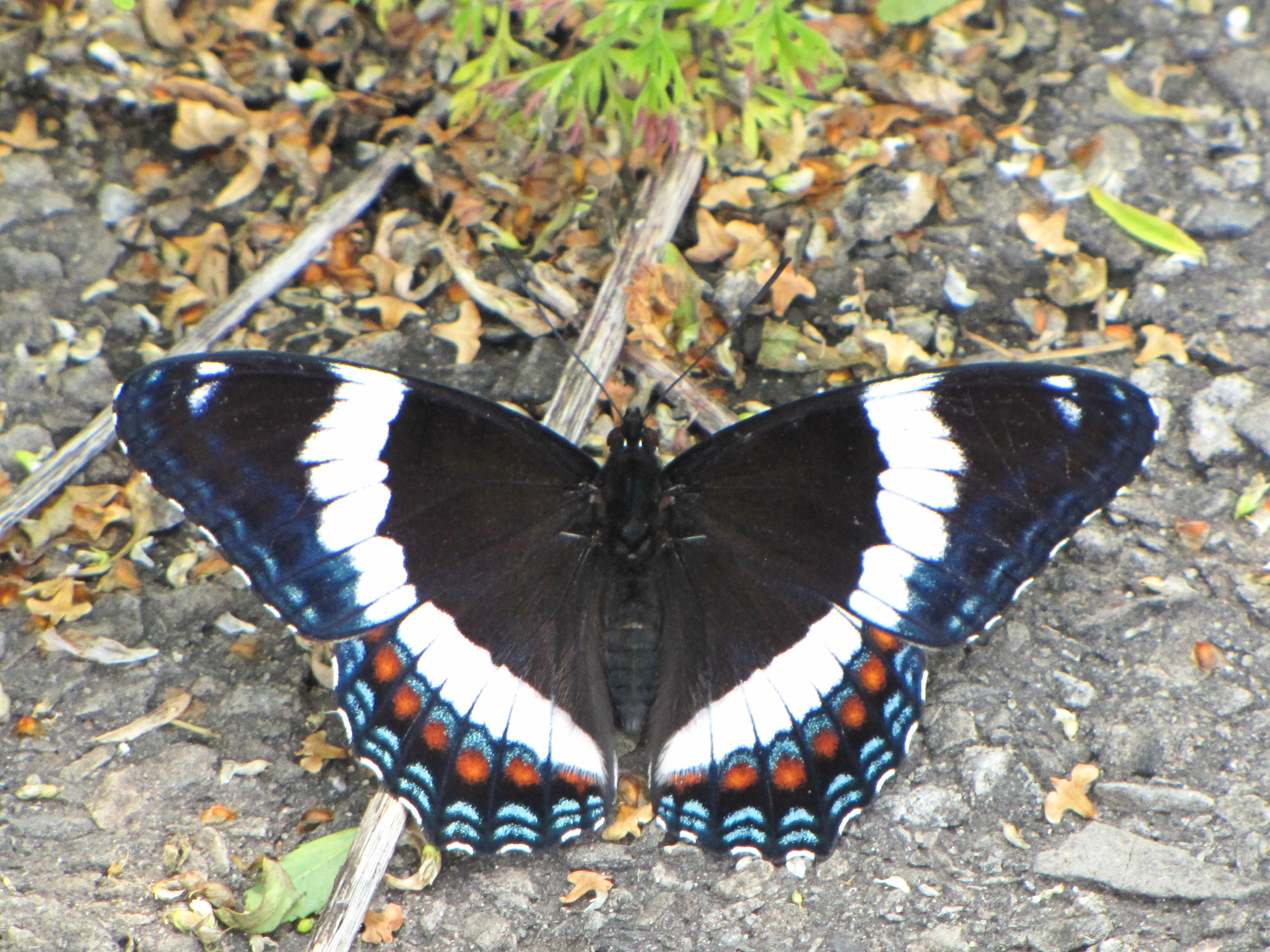
L. a. arthemis, face dorsale.
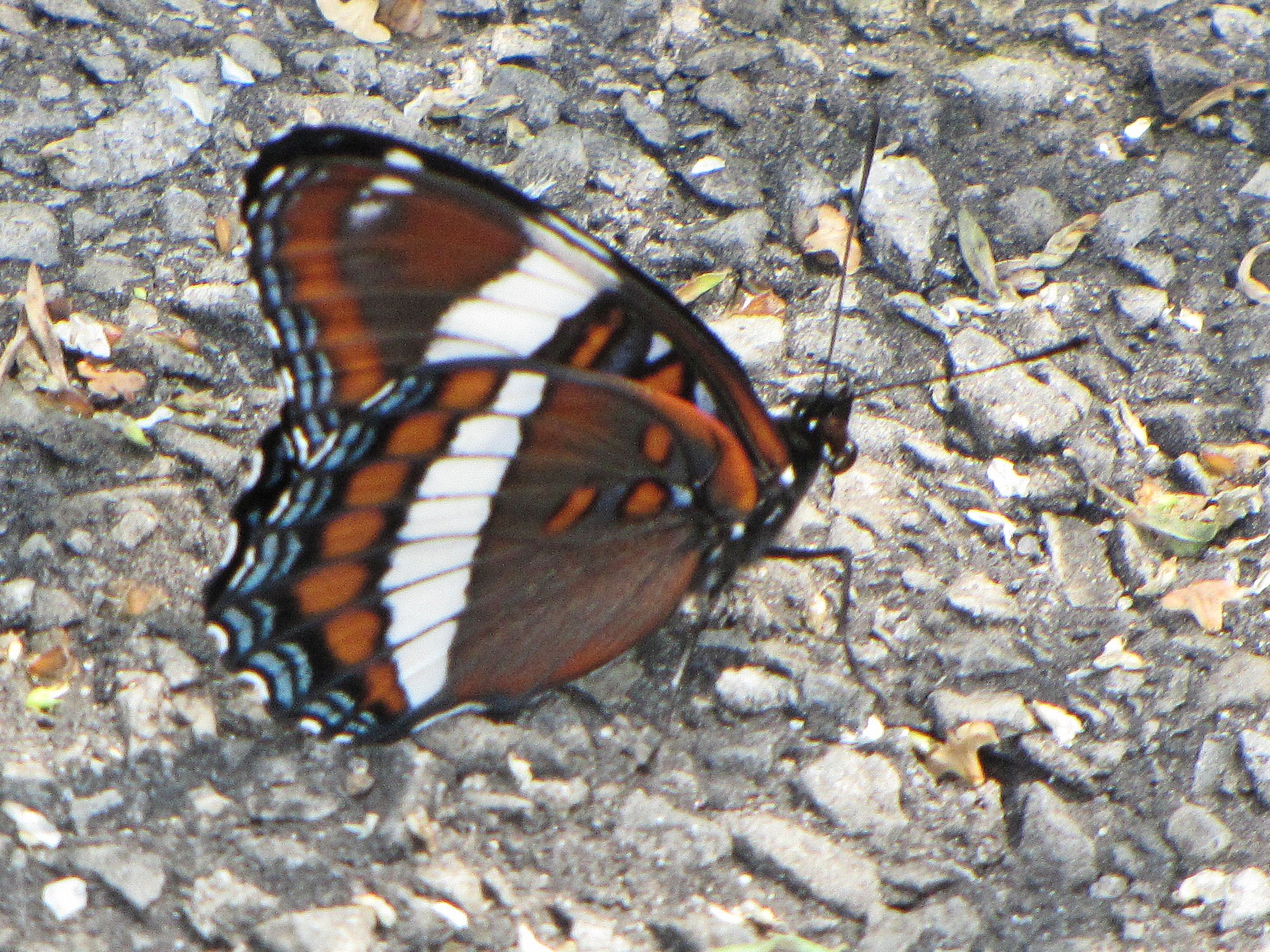
L. a. arthemis, face ventrale.
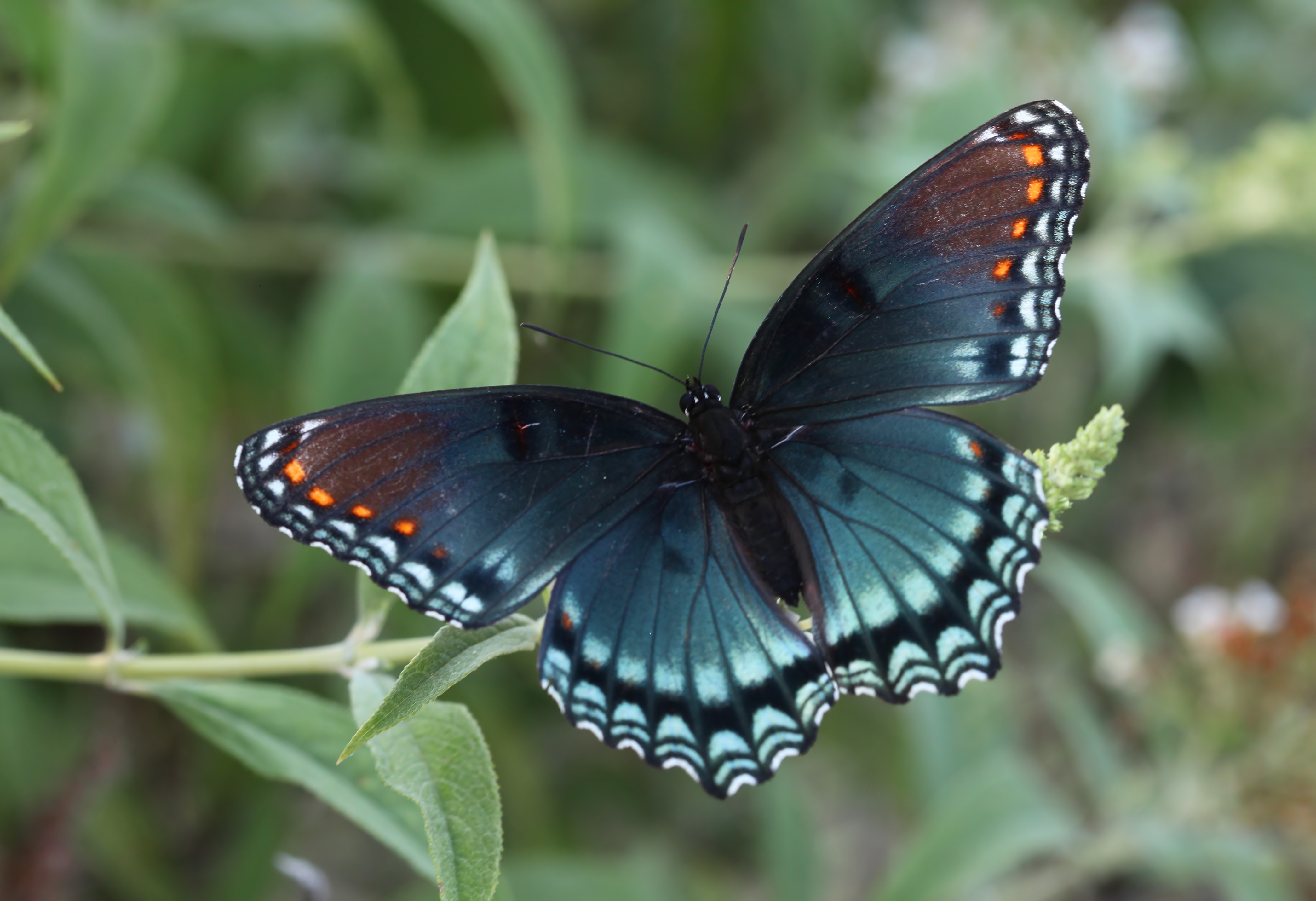
L. a. astyanax, face dorsale.
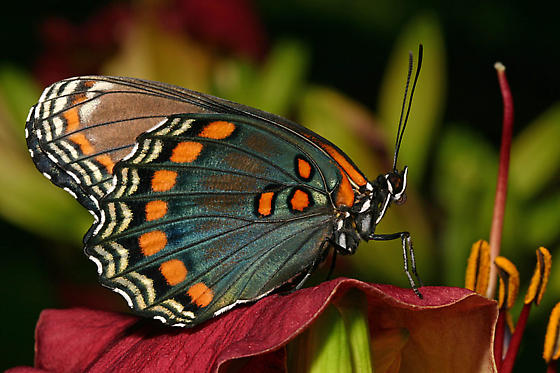
L. a. astyanax, face ventrale.

### Chenille
La chenille est blanche, tachée de brunâtre et ressemble à une déjection d'oiseau.

## Systématique
L'espèce Limenitis arthemis a été décrite par l'entomologiste britannique Dru Drury en 1773 sous le nom initial de Papilio arthemis.
Au sein du genre Limenitis, elle fait partie du groupe Basilarchia, considéré par certains auteurs comme un genre distinct.
On recense les synonymes suivants :
- Papilio arthemis Drury, [1773] — protonyme
- Basilarchia arthemis (Drury, [1773])
- Papilio lamina Fabricius, 1793
- Limenitis proserpina Edwards, 1865
- Basilarchia virithemis Field, 1936

### Sous-espèces

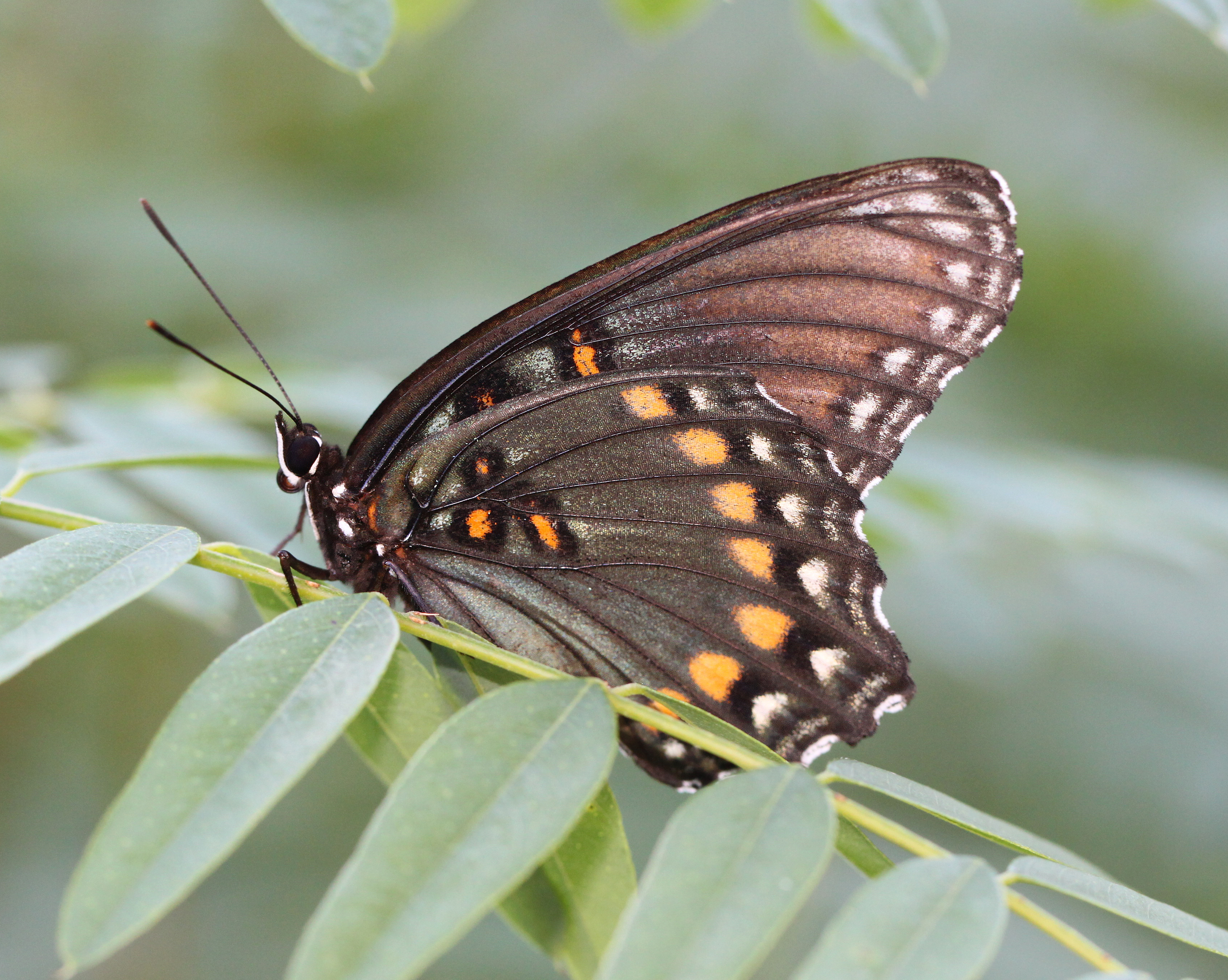
L. a. arizonensis

On considère généralement que cette espèce se compose de quatre sous-espèces, :
- Limenitis arthemis arthemis (Drury, [1773]) — Est du Canada, Nord-est des États-Unis
- Limenitis arthemis rubrofasciata (Barnes & McDunnough, 1916) — Ouest du Canada, Nord des États-Unis
- Limenitis arthemis arizonensis Edwards, 1882 – Mexique, Arizona, Nouveau-Mexique
- Limenitis arthemis astyanax (Fabricius, 1775) – moitié est des États-Unis

## Biologie

### Période de vol et hivernation

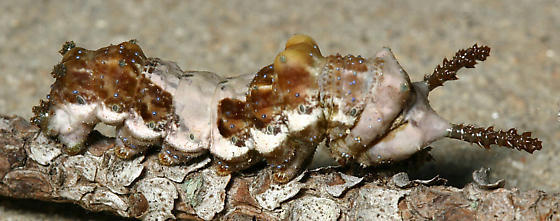
Chenille.

Au Canada, il vole en une génération de juin à août. Une seconde génération partielle peut émerger. Plus au sud il vole en deux générations entre avril et octobre.
Il hiberne au troisième stade de la chenille.

### Plantes hôtes
Les plantes hôtes de sa chenille sont des Salix  (saules), Carpinus, Crataegus, Populus, et Betula (bouleaux) pour L. a. arthemis, Prunus pour L. a. astyanax,.

### Hybridation
La sous-espèce L. a. astyanax peut localement s'hybrider avec Limenitis archippus, et la sous-espèce L. a. rubrofasciata avec Limenitis lorquini.

## Répartition et biotopes

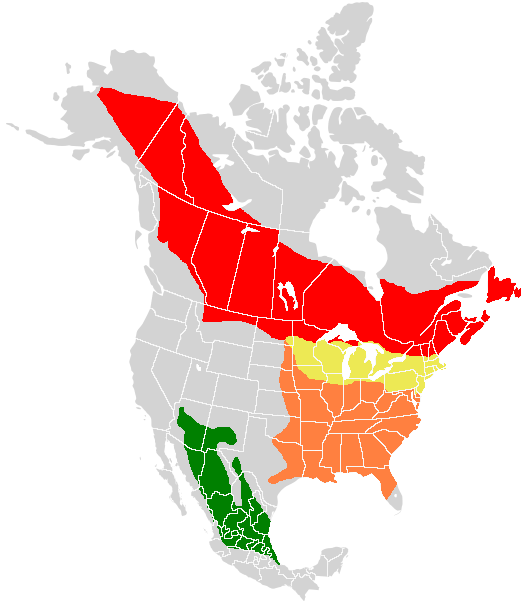
Carte de répartition des sous-espèces :
L. a. arthemis et L. a. rubrofasciata
L. a. astyanax
zone de contact entre L. a. arthemis et L. a. astyanax
L. a. arizonensis

L'espèce est présente en Amérique du Nord : au Mexique, aux États-Unis et au Canada.
Au Canada, la sous-espèce L. a. arthemis se rencontre dans tous les territoires jusqu'à la limite des arbres, et L. a. astyanax dans le sud-ouest de l'Ontario. Aux États-Unis, il est présent en Alaska, dans les états du nord-est, du centre et de l'est, dans les Montagnes Rocheuses jusqu'en Floride, dans l'ouest du Texas et au Mexique.

### Biotope
Ce papillon se rencontre principalement en forêt, dans les clairières et le long des chemins forestiers.